# ポール・デルヴォー
ポール・デルヴォー（Paul Delvaux、1897年9月23日 - 1994年7月20日）は、ベルギー・リエージュ州生まれの画家。
16世紀のマニエリスト達が描いたような女性像や、独自の夢とノスタルジーの世界を築く。作品の中では、無表情で大きな目を見開き、陰毛をあらわにした裸の女性たち、駅、電車、骸骨、拡大鏡で何かを観察している学者などが題材としてくり返し描かれ、背景には石畳の道や線路などが透視図法を用いて描かれることが多く、古代ギリシャの神殿のような建物の遺跡がよく用いられる。静寂の中に幻想的な世界が広がるその作風によって、「幻想画家」という形容もなされる。

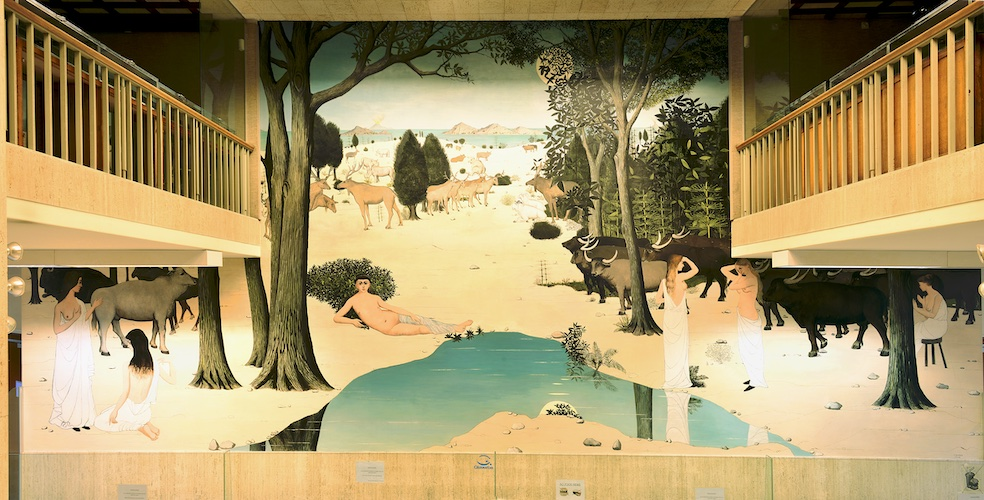
リエージュの壁画「創世記」（1960年）

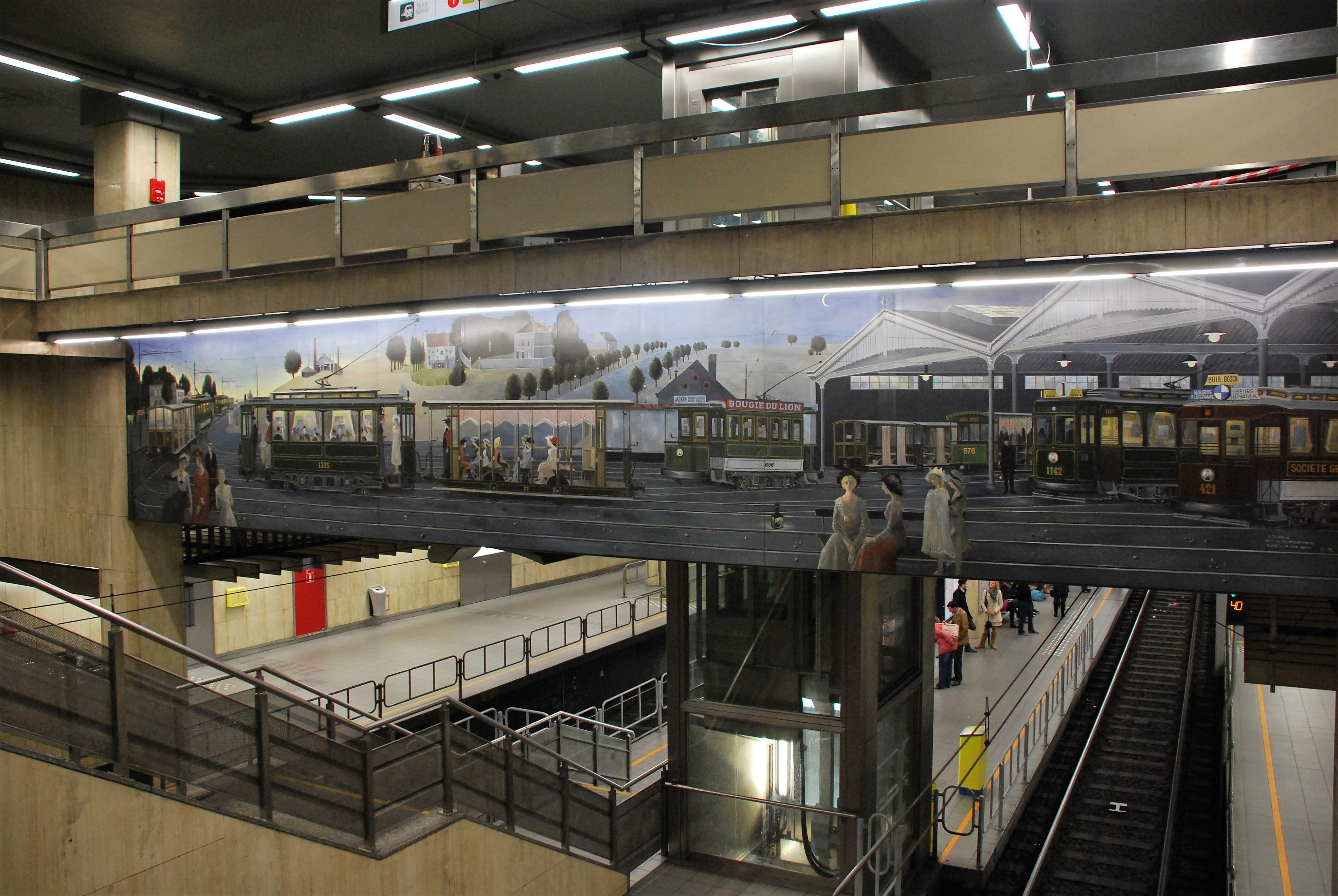
ブリュッセル地下鉄のグラン＝プラス駅（1978年）の壁画

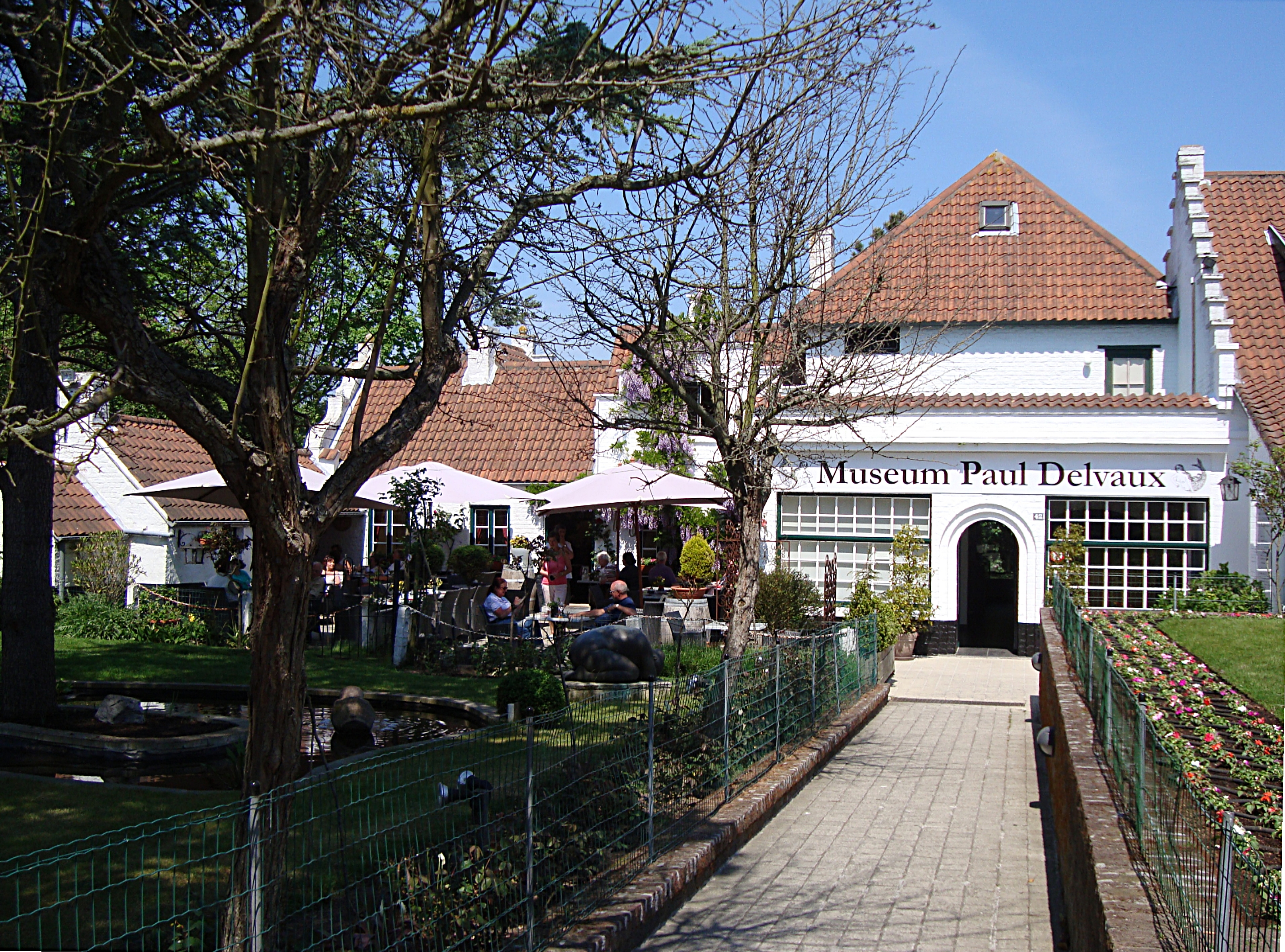
ポール・デルヴォー美術館

ベルギー北西部のリゾート地コクスアイデのシント・イデスバルトには彼の主要作品を多く所有するポール・デルヴォー美術館がある。愛知県美術館には代表作「こだま」（1943年）が収蔵されている。

## 生涯
1897年9月23日、ベルギー・リエージュ州ユイ近郊の村アンテイトで父ジャン、母ロールの第1子として生まれる。父はブリュッセルの弁護士で、母はアンテイトの穀物商の娘であった。二人は前年の10月に結婚した。1910年ブリュッセルのサン・ジル高等学校に入学。そこでギリシャ・ラテンの古典を学ぶ。ホメロスの「オデュッセイア」を熱心に読み、教科書の余白などに神話を題材にした戦いの場面や神殿などをデッサンした。1920年にブリュッセル王立美術アカデミーに入学。1935年以後、運動には直接参加しないままシュルレアリスム展にしばしば出品した。1950年にブリュッセル市国立美術建築学校絵画部門の教授、1965年にはブリュッセル王立美術アカデミーの美術部門長となる。長くブリュッセルに住んだが、1994年に老衰により死去した。

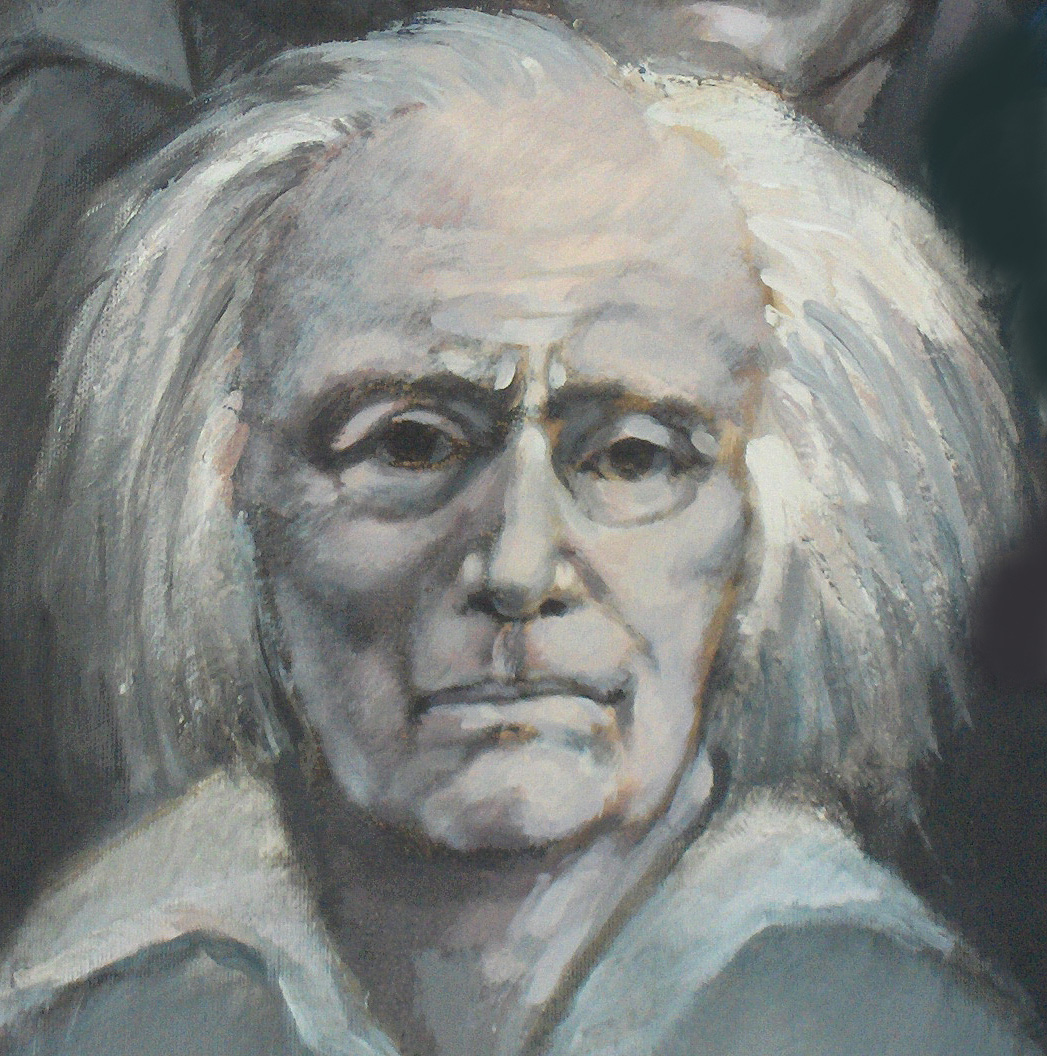
ウィリー・ボシェムの壁画「all together」（1985年）のポール・デルヴォー肖像の部分

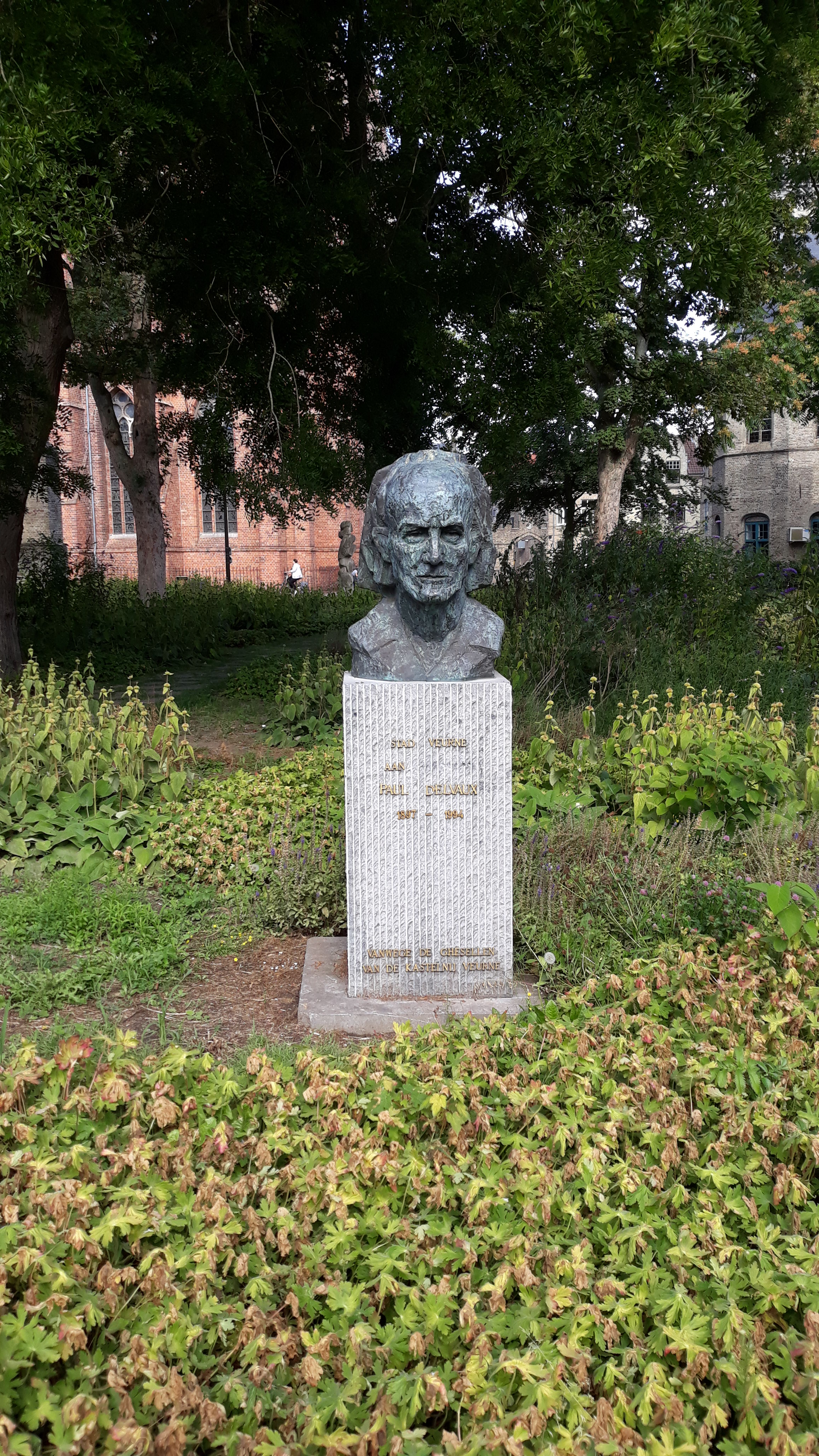
フェルナン・ヴァンデルプランケ作の記念碑（シント・ワルブルガ公園）

## 日本にあるデルヴォー作品[1]
- 「海は近い」など139点 姫路市立美術館
- 「階段」など18点 横浜美術館
- 「トングルの娘たち」など2点 ポーラ美術館
- 「オルフェウス」（1956年） 松岡美術館
- 「森」（1948年） 埼玉県立近代美術館
- 「こだま（あるいは「街路の神秘」）」（1943年） 愛知県美術館
- 「捧げもの」 メナード美術館
- 「夜の汽車」 富山県美術館
- 「夜の通り（散歩する女たちと学者）」 福岡市美術館
- 「出現/クロード・スパーク『鏡の国』のための連作『嵐』より」 宮崎県立美術館
- 「二人の女」 ヤマザキマザック美術館

## 国外にあるデルヴォー作品
- 「偉大なるセイレーンたち」 メトロポリタン美術館